# Alfonso Carrasquel
Alfonso Carrasquel Colón (Caracas, 23 de enero de 1928 - Ibídem, 26 de mayo de 2005), también conocido como Chico Carrasquel, fue un jugador de las Grandes Ligas de Béisbol. Trabajó hasta pocos años antes de su muerte como representante de comunicación con la comunidad para los Chicago White Sox.
"El Chico" fue el tercer venezolano en jugar en las grandes ligas norteamericanas, antecedido por el lanzador Alejandro "Patón" Carrasquel (Senadores de Washington, en 1939) y el primera base y jardinero Chucho Ramos (Cincinnati Reds, en 1944). Su carrera en las Grandes Ligas se inició con los White Sox, con quienes jugó el campocorto entre 1950 y 1955.

## Trayectoria deportiva
En 1946, inició su carrera de béisbol con el equipo Cervecería Caracas, Carrasquel desde el inicio de la Liga Venezolana de Béisbol Profesional logrando el primer Home Run de esa liga. Firmó en 1949 con los Brooklyn Dodgers, pero al no poder entenderse con el mánager por razones idiomáticas fue cambiado a los White Sox. Allí también llegó su tío, el lanzador Alejandro "Patón" Carrasquel como lanzador relevista, sirviéndole de intérprete en los primeros años. A partir de 1950 se estableció como jugador principal en su posición, formado una productiva combinación para doble play con Nellie Fox. 
En 1951 se convirtió en el primer latinoamericano seleccionado para participar en un Juego de las Estrellas. En total, participó en cuatro juegos de las estrellas, también en 1951 estableció el récord de juegos sin errores de la liga americana para su posición con 297 jugadas perfectas. Al final de la temporada 1955, Chicago lo cambió para los Cleveland Indians. El cambio abrió una posición que fue tomada por otro venezolano, Luis Aparicio Jr., actualmente miembro del Salón de la Fama del Béisbol.
Carrasquel jugó con los Cleveland Indians entre 1956 y 1958, pasó a los Kansas City Athletics en 1958, y a los Baltimore Orioles en 1959.
Acabada su carrera como jugador, se destacó como mánager en la Liga Profesional de Venezuela, siendo su máximo logro el título de la Serie del Caribe del 1982 al frente de los Leones del Caracas. Anteriormente en los años 60 y 70 había dirigido también a los Navegantes del Magallanes (1964-1965) y a las Águilas del Zulia (1974-1975)).
Chico Carrasquel fue hasta su muerte en 2005 una leyenda en Venezuela. Ha sido una de las figuras deportivas más influyentes, contribuyó en gran medida a que el béisbol sea el deporte más practicado en este país. La Liga Venezolana de Béisbol Profesional le rindió honores en 1991, con el bautizo del estadio de béisbol de Puerto La Cruz con el nombre de Estadio Alfonso Chico Carrasquel. En 1985, los Leones del Caracas retiran el número 17 que portaba en su camiseta. 
Murió en Caracas el 26 de mayo de 2005 a causa de Insuficiencia renal crónica.

## Récords
- Fue el tercer venezolano en debutar en las Grandes Ligas (MLB).

## Estadísticas Grandes Ligas (MLB)
| AÑO           | EDAD          | EQUIPO        | LIGA          | JJ   | VB   | CA  | H    | 2B  | 3B | HR | GS | RBI | BR | OR | BB  | IBB | K   | AVE  | OBP  | SLG  | SH | SF | HBP |
| ------------- | ------------- | ------------- | ------------- | ---- | ---- | --- | ---- | --- | -- | -- | -- | --- | -- | -- | --- | --- | --- | ---- | ---- | ---- | -- | -- | --- |
| 1950          | 22            | CHW           | LA            | 141  | 524  | 72  | 148  | 21  | 5  | 4  | 0  | 46  | 0  | 2  | 66  | -   | 46  | .282 | .366 | .365 | 8  | -  | 5   |
| 1951          | 23            | CHW           | LA            | 147  | 538  | 41  | 142  | 22  | 4  | 2  | 0  | 58  | 14 | 4  | 46  | -   | 39  | .264 | .327 | .331 | 8  | -  | 3   |
| 1952          | 24            | CHW           | LA            | 100  | 359  | 36  | 89   | 7   | 4  | 1  | 0  | 42  | 2  | 2  | 33  | -   | 27  | .248 | .316 | .298 | 3  | -  | 2   |
| 1953          | 25            | CHW           | LA            | 149  | 552  | 72  | 154  | 30  | 4  | 2  | 1  | 47  | 5  | 3  | 38  | -   | 47  | .279 | .330 | .359 | 10 | -  | 4   |
| 1954          | 26            | CHW           | LA            | 155  | 620  | 106 | 158  | 28  | 3  | 12 | 0  | 62  | 7  | 6  | 85  | -   | 67  | .255 | .348 | .368 | 6  | 2  | 5   |
| 1955          | 27            | CHW           | LA            | 145  | 523  | 83  | 134  | 11  | 2  | 11 | 0  | 52  | 1  | 1  | 61  | 0   | 59  | .256 | .335 | .348 | 4  | 6  | 4   |
| 1956          | 28            | CLE           | LA            | 141  | 474  | 60  | 115  | 15  | 1  | 7  | 1  | 48  | 0  | 4  | 52  | 0   | 61  | .243 | .323 | .323 | 9  | 3  | 6   |
| 1957          | 29            | CLE           | LA            | 125  | 392  | 37  | 108  | 14  | 1  | 8  | 2  | 57  | 0  | 2  | 41  | 2   | 53  | .276 | .351 | .378 | 7  | 6  | 8   |
| 1958          | 30            | CLE           | LA            | 49   | 156  | 14  | 40   | 6   | 0  | 2  | 0  | 21  | 0  | 0  | 14  | 1   | 12  | .256 | .318 | .333 | 3  | 0  | 0   |
| 1958          | 30            | KCA           | LA            | 59   | 160  | 19  | 34   | 5   | 1  | 2  | 0  | 13  | 0  | 1  | 21  | 0   | 15  | .213 | .304 | .294 | 1  | 0  | 0   |
| 1959          | 31            | BAL           | LA            | 114  | 346  | 28  | 77   | 13  | 0  | 4  | 0  | 28  | 2  | 3  | 34  | 1   | 41  | .223 | .292 | .295 | 8  | 2  | 1   |
| Total carrera | Total carrera | Total carrera | Total carrera | 1325 | 4644 | 568 | 1199 | 172 | 25 | 55 | 4  | 474 | 31 | 28 | 491 | -   | 467 | .258 | -    | .342 | 67 | -  | 38  |

## Juego de las Estrellasde la (MLB)
| AÑO   | LIGA  | JJ | VB | CA | H | 2B | 3B | HR | GS | RBI | BR | OR | BB | IBB | K | AVE  | OBP  | SLG  | SH | SF | HBP |
| ----- | ----- | -- | -- | -- | - | -- | -- | -- | -- | --- | -- | -- | -- | --- | - | ---- | ---- | ---- | -- | -- | --- |
| 1951  | LA    | 1  | 2  | 0  | 1 | 0  | 0  | 0  | 0  | 0   | 0  | 0  | 0  | 0   | 0 | .500 | .500 | .500 | 0  | 0  | 0   |
| 1953  | LA    | 1  | 2  | 0  | 0 | 0  | 0  | 0  | 0  | 0   | 0  | 0  | 0  | 0   | 0 | .000 | .000 | .000 | 0  | 0  | 0   |
| 1954  | LA    | 1  | 5  | 1  | 1 | 0  | 0  | 0  | 0  | 0   | 0  | 0  | 0  | 0   | 2 | .000 | .000 | .000 | 0  | 0  | 0   |
| 1955  | LA    | 1  | 3  | 0  | 2 | 0  | 0  | 0  | 0  | 0   | 0  | 0  | 0  | 0   | 0 | .667 | .667 | .667 | 0  | 0  | 0   |
| Total | Total | 4  | 12 | 1  | 4 | 0  | 0  | 0  | 0  | 0   | 0  | 0  | 0  | 0   | 2 | .333 | .333 | .333 | 0  | 0  | 0   |